# Bruceharrisonius doonii
Bruceharrisonius doonii is een muggensoort uit de familie van de steekmuggen (Culicidae). De wetenschappelijke naam van de soort is voor het eerst geldig gepubliceerd in 1958 door Wattal, Bhatia & Kalra.